# Иванов, Ларион Иванович
Ларио́н Ива́нович Ива́нов (ум. 1682, Москва) — российский государственный деятель, думный дьяк, возглавлял Стрелецкий, Посольский, Малой России и другие приказы.

## Начало карьеры
Л. И. Иванов начал приказную службу дьяком в Новой четверти под руководством боярина Б. М. Хитрово. В 1664 году Б. М. Хитрово перевели в Большой дворец, и он взял с собой Лариона Иванова. В источниках неоднократно отмечается, что Иванов был доверенным лицом Хитрово. В апреле 1668 года сопровождал в Троице-Сергиев монастырь в чине дьяка прибывших в Москву патриарха Антиохийского Макария и патриарха Александрийского Паисия.

## Во главе Стрелецкого приказа
2 октября 1669 году Иванов был пожалован в думные дьяки и в тот же день впервые получил свой приказ — Стрелецкий. Стрелецкий приказ, кроме всего прочего, исполнял и полицейские функции. В результате Л. И. Иванову пришлось принять участие в борьбе со старообрядцами. Его имя регулярно фигурирует в старообрядческих сочинениях. В них Иванов выступает как добросовестный и исполнительный слуга государя. В 1670 году глава Стрелецкого приказа участвует в допросах ученика и духовного сына протопопа Аввакума инока Авраамия. Л. И. Иванов руководил следствием над боярыней Ф. П. Морозовой и её сестрой Е. П. Урусовой. 16 ноября 1671 года по решению царя и Думы архимандрит Чудова монастыря (будущий патриарх) Иоаким в сопровождении Л. И. Иванова пришел арестовывать боярыню Морозову. На месте обнаружилось, что Морозова ожидает их прихода не одна, а вместе с княгиней Урусовой. Столкнувшись с супругой одного из влиятельных думцев, Л. И. Иванов отказался даже допрашивать её. Сделал он это только после того, как Иоаким взял ответственность за допрос на себя. Проявленный первоначально пиетет не помешал главе Стрелецкого приказа позднее, после получения соответствующего распоряжения, руководить пыткой мятежных сестер.

## Во главе Посольского приказа
Иванов возглавил Посольский приказ после опалы А. С. Матвеева (не позднее 4 сентября 1676 года). Он не был профессиональным дипломатом. Его имя не встречается в документах в связи с заграничными посольскими службами. Столь ответственное назначение было данью его исполнительности и административным талантам. В приказе он занимался в основном финансовыми, организационными, кадровыми проблемами приказа (иногда с участием В. Бобинина, Е. Украинцева и П. Долгово). В период между 1679 и 1681 годами Л. И. Иванов покидал Посольский приказ, оставаясь думным дьяком. Он был вхож в покои царя Федора Алексеевича и лично зачитывал царю куранты (обзоры иностранной прессы) в те дни, когда государь не слушал их на заседании Боярской думы.

## Личность Л. И. Иванова
Во всех документах Л. И. Иванов выступает как исполнительный и преданный своему делу государственный служащий. О его личных интересах известно мало. Сохранились сведения, что 21 октября 1674 года он участвовал в пире, который Алексей Михайлович устроил для себя и ближних бояр «в новых маленьких хоромцах» в ночь перед праздником Казанской иконы Божьей матери. Данный пир сопровождался очень необычной потехой: «Играл в арганы немчин, и в сурну, и в трубы трубили, и в суренки играли, и по накрам, и по литаврам били ж во все». Царь потчевал своих приближенных «вотками, ренским, и романею, и всякими питии, и пожаловал их своею государевою милостию: напоил их всех пьяных». Участники пира разъехались по домам под утро. Эта светская забава была нарушением норм благочестивого поведения и вызвала недовольство патриарха. Данных о том, соответствовала ли она личным вкусам Л. И. Иванова или же думный дьяк участвовал в ней вопреки своему желанию по воле начальства, нет. Однако первое предположение кажется более верным, поскольку сам факт приглашения Л. И. Иванова на проходившее в очень узком кругу застолье вряд ли случаен. Так или иначе присутствие на подобном концерте, безусловно, расширило представления Иванова о европейской культуре. Известия об интересе думного дьяка к «редкостям» появляются при трагических обстоятельствах. 

## Гибель
Л. И. Иванов погиб во время стрелецкого восстания 1682 г.. Стрельцы знали, что их бывший начальник является сторонником Нарышкиных. Он пользовался авторитетом у некоторых стрельцов и мог организовать усмирение бунта. Л. И. Иванова убили вместе с его сыном Василием, а их двор разграбили. Официально стрельцы объясняли свои действия следующим образом: «…да он же, Ларион, похвалялся, хотел ими (стрельцами) безвинно обвешать весь Земляной город вместо зубцов Белого города; да у него ж, Лариона, взяты гадины змеиным подобием… А думного дьяка Лариона Иванова сына Василия убили за то, что он ведал у отца своего на наше государское пресветлое величество злыя отравныя гадины, в народе не объявлял». Этих «гадин» стрельцы привязали на длинный шест, на который позднее водрузили и голову казненного ими боярина Ивана Кирилловича Нарышкина.